# جورج حبش
جورج حبش (ولد في 1 أغسطس 1926 في اللد - توفي في 26 يناير 2008 في عمان)، سياسي وطبيب فلسطيني، من مؤسسي حركة القوميين العرب ثم الجبهة الشعبية لتحرير فلسطين. قيادي في منظمة التحرير الفلسطينية. شغل منصب الأمين العام في الجبهة الشعبية منذ تأسيسها عام 1967 حتى عام 2000.

## نشأته وتعليمه
ولد في اللد عام 1926 لعائلة مسيحية أرثوذكسية ثرية من ملاك الأراضي في مدينة اللد في فلسطين. والده التاجر نيقولا حبش، وله ستة إخوة. تلقى تعليمه الابتدائي في اللد والإعدادي في الكلية الأرثوذكسية في يافا، ونال شهادة الثانوية من كلية «الأرض المقدسة» (باللاتينية: Terra Santa)‏ في القدس، ثم عمل لعامين مدرّسا في يافا. في عام 1944 قبل لدراسة الطب في الجامعة الأمريكية في بيروت(ص.2) التي تخرج منها في عام 1951 متخصصا في طب الأطفال(ص.33).

## بداياته السياسية
مع نشوب حرب 1948 عاد حبش إلى فلسطين وتطوع للعمل في الإسعاف في مستشفى اللد. تعرض حبش للتهجير مع عائلته التي غادرت يافا بعد سقوطها إلى اللد، ثم أجبرت على الرحيل مع أهالي المدينة الذين طردوا بعد سقوطها في 11 يوليو 1948 وأجبروا على المسير إلى القدس(ص.6-8)، وكان لهذه التجربة حسب حبش (الذي دفن أخته فوتين في حديقة المنزل قبيل الرحيل) أثرا نفسيا عميقا وخلّفت مشاعر غضب ورغبة في الرد على الظلم الواقع والعمل على استرجاع فلسطين.(ص.29-31).
تعرف حبش على قسطنطين زريق في بيروت عام 1948 حيث كان يلقي محاضرات عن القومية والأمة العربية ونشط في جمعية «العروة الوثقى» في الجامعة الأمريكية في بيروت، وهي منتدى يهتم باللغة والآداب حوله حبش وزملاؤه إلى منتدى للنشاط السياسي والفكري، وترأسها في الأعوام 1949-1951، وكان قسطنطين زريق بمثابة زعيمها الروحي واستضافت في حواراتها متحدثين مهمين مثل الزعيم السياسي كمال جنبلاط والشاعر عمر أبو ريشة. شكلت العروة الوثقى التي زامله فيها وديع حداد وهاني الهندي وأحمد الخطيب وحامد الجبوري النواة الأولى لتأسيس منظمة سياسية لاحقا.(ص.08-15) تعرض حبش في هذه المرحلة للاعتقال والمطاردة من قبل السلطات اللبنانية.(ص.33)
في أواخر 1949 انضم حبش إلى منظمة «كتائب الفداء العربي» التي أسستها مجموعة من الشباب العرب، المتواجدين في سوريا ولبنان بهدف «تصفية القادة العرب الذين لم يحركوا ساكنا من أجل فلسطين» و«ضرب المصالح الأمريكية في المنطقة»، وانكشف أمر هذه المنظمة في أكتوبر 1950 واعتقل عدد من أعضائها، واضطر حبش للاختفاء لبعض الوقت. عمل بعد تخرجه أستاذا مساعدا في قسم علم الأنسجة في الجامعة الأمريكية إلى أن اضطر للاستقالة بعد صدام مع إدارة الجامعة على خلفية تظاهرة سياسية نظمها حبش ورفاقه رغم المنع الذي حاولت إدارة الجامعة فرضه بإغلاق بوابات الجامعة بالسلاسل، حيث كسرها حبش وزملاؤه وخرجوا بالتظاهرة.(ص.35-37).
عام 1952 انتقل حبش إلى عمان وافتتح عيادة طبية في شارع الملك طلال عيادة طبية، ولحق به بعد فترة وديع حداد، وقدمت العيادة أرضية للتواصل مع اللاجئين الفلسطينيين حيث قدمت لفقرائهم خدمات طبية وأدوية مجانية، كما افتتحا مدرسة لمحو الأمية في «النادي العربي». وفر ذلك غطاءً للعمل السياسي وساعد في اجتذاب ناشطين سياسيين من أوساط المخيمات فانضم إليهما في تلك الفترة ناشطون سيلعبون دورًا مهما في العقد القادم مثل حمدي مطر ومصطفى الزبري (أبو علي مصطفى)، كما صدر حبش وحداد مجلة «الرأي» التي تولى إدارتها أحمد طوالبة، وتعاون مع مثقفين وطنيين مثل مقبل مومني وسالم النحاس وغيرهم، بنفس الوقت الذي أشرف فيه على النشاطات الأخرى في لبنان والكويت وسوريا والعراق.
في العام 1953 انتقل حبش ورفاقه إلى التحريض المباشر ونظموا تظاهرات سياسية تتعلق بالقضايا العربية ومقاومة الاستعمار، ثم في معارضة السياسة البريطانية في الأردن والمنطقة. في 1954 اعتقل حبش لمدة وجيزة وأغلقت السلطات صحيفة الرأي، فانتقل حبش بالصحيفة إلى دمشق وهناك تعرف بغسان كنفاني وفضل النقيب وأحمد خليفة وبلال الحسن الذين شاركوا في تأسيس حركة القوميين العرب التي بدأت تتشكل أنويتها (الشباب القومي العربي) في لبنان وسوريا والخليج والعراق.(ص.39-45)

## تأسيس حركة القوميين العرب
بعد تعريب الجيش الأردني عام 1956 عاد حبش إلى الأردن حيث عُقد سرا مؤتمر حركة القوميين العرب التأسيسي الذي حضره مندوبون من عدة دول عربية. في الأردن شارك حبش الانتخابات النيابية مع ثلاثة مرشحين آخرين، وعلى الرغم من عدم فوز أي منهم اعتبر حبش التجربة أول اختبار لتأثير حركته السياسي حيث نال 3000 صوت. من الأردن عمل حبش ورفاقه على تأسيس فروع للحركة في مختلف الدول العربية، وتأسست في صيف 1959 أنوية في ليبيا والسودان واليمن بشطريه الشمالي والجنوبي، ومناطق أخرى من الخليج العربي، كما عملوا في الأردن على توسيع قاعدة الحركة وتنظيم خلايا مسلحة نفذت أعمالا هجومية ضد إسرائيل وتأمين السلاح والتمويل اللازم لها. بعد سقوط حكومة سليمان النابلسي وفرض الأحكام العرفية عام 1957 اعتقلت معظم قيادات القوميين في الأردن وعاد حبش إلى العمل السري إلى أن غادر الأردن مجددا عام 1959.(ص.43-47)
في دمشق، وفي النقاش النظري حول مبرر استمرار الحركة بعد قيام الوحدة بين مصر وسوريا والتفاف الجماهير العربية حول قيادة عبد الناصر، فأمام مطالب جناح محسن إبراهيم بحل الحركة والانضمام إلى الاتحاد الاشتراكي، تمسك حبش بضرورة وأهمية وجود تنظيم شعبي يجسد القيادة الشعبية لحركة الجماهير إلى جوار دولة عبد الناصر التي تمثل قيادتها الرسمية. بنظر حبش كانت مهمة الحركة «تنظيم وتعبئة هذه الجماهير للنضال من أجل تحقيق الشعارات التي رفعها عبد الناصر». تحالف حبش ورفاقه مع دولة الوحدة وربطتهم علاقات حسنة بعبد الحميد السراج الذي وفر للحركة معسكرات للتدريب، ومع تصاعد الانتقادات ضد ممارسات الدولة تجاه الأحزاب والحركات السياسية الأخرى فضل حبش عدم انتقاد دولة الوحدة في العلن، ووزع اهتمامه بين المجهود الفلسطيني والنضال ضد الاحتلال البريطاني في جنوب اليمن. بعد الانفصال عام 1961 شارك حبش في تنظيم الاحتجاجات ضد الانفصال وإلغاء الإجراءات الاشتراكية واعتُقل لشهرين في سجن المزة، وأُعيد اعتقاله عام 1962 بتهمة قيادة تنظيم يطالب بالعودة إلى الجمهورية العربية المتحدة. اتخذ حبش ورفاقه موقفا إيجابيا من انقلاب البعث في مارس 1963 وتولى أعضاء في حركة القوميين مناصب وزارية في الحكومة التي شكلها. في يوليو من نفس العام حاولت مجموعة من الضباط الناصريين بقيادة انقلاب جاسم علوان تنفيذ انقلاب يستهدف إعادة الوحدة الفورية مع مصر، واتهم حبش والقوميين بالمشاركة في التخطيط لهذا الانقلاب، وهو اتهام أنكره حبش. ظهر اسم حبش على قائمة من خمسين متهما محكومين بالإعدام، ولوحق واختفى لمدة تسعة شهور، ثم غادر سوريا إلى لبنان.(ص.51-58)
في بداية عام 1964 توجه حبش إلى القاهرة والتقى عبد الناصر لأول مرة وطُرح عليه مسألة دعم الكفاح المسلح في جنوب اليمن وفلسطين، وهو ما أيّده عبد الناصر بتحفظ ووافق على تدريب عسكري لمقاتلين فلسطينيين وكذلك منح دراسية في مصر. تكرر اللقاء في نفس العام وتمكّن حبش من الحصول على الدعم المصري السياسي والعسكري للجبهة القومية في جنوب اليمن. مرت علاقة حبش بعبد الناصر (وبالجبهة القومية) ببعض التوترات إثر محاولة الاستخبارات المصرية دمج الجبهة القومية بجبهة التحرير بقيادة عبد الله الأصنج التي كانت تدعمها، وهي أزمة حسمت في جنوب اليمن بانتصار الجبهة القومية بقيادة قحطان الشعبي. جرت كذلك أزمة أخرى في عام 1966 على خلفية انتظام مصريين في فرع القوميين العرب الطلابي في مصر وهو أمر كانت تحظره أجهزة عبد الناصر.(ص.61-69)

## الجبهة الشعبية لتحرير فلسطين

### تأسيس الجبهة الشعبية وانشقاقها
بعد حرب عام 1967 انتقل حبش ورفاقه (وديع حداد وأبوعلي مصطفى الزبري وآخرون) إلى العمل المسلح وفق نظريات حرب العصابات وأعلنوا في 11 ديسمبر من العام 1967 عن تأسيس الجبهة الشعبية لتحرير فلسطين التي شغل حبش منصب أمينها العام ونشطت في العمل العسكري على حدود فلسطين وفي الأرض المحتلة. اعتقل حبش في سوريا في مارس 1968 وسُجن في سجن الشيخ حسين في زنزانة انفرادية إلى أن تمكن رفاقه من تهريبه في نوفمبر من نفس العام.(ص.79-80) سجن حبش غيّبه عن مرحلة حرجة في تطور العمل الفدائي في الأردن الذي شهد معركة الكرامة وصعود حركة فتح التي تحول إليها جزء مهم من الدعم السياسي والعسكري الذي قدمه جمال عبد الناصر.(ص.275-278) كذلك جاء غياب حبش عن الساحة وسط أزمة داخلية تعرضت لها الجبهة، ففي أكتوبر من نفس العام انفصلت مجموعة أحمد جبريل لتؤسس الجبهة الشعبية-القيادة العامة، ثم تصاعدت الأزمة داخل صفوف المؤسسين القادمين من حركة القوميين العرب مع نشوء مجموعة داخل الجبهة حول نايف حواتمة وياسر عبد ربه طالبت في مؤتمر الجبهة الأول في أغسطس بتبني الماركسية اللينينية الفوري والقطع مع البرجوازيات العربية وهاجمت بالفعل نظام عبد الناصر في صحيفة الحرية، في حين مال التيار العام في قيادة الجبهة (ومنهم حبش الذي حسم الأمر لدى عودته إلى الأردن في مطلع 1969) إلى التروّي في هذا الطرح، ما دفع خصومه باتهامه باليمينية والانفصال ليؤسسوا ما عُرف لاحقا بالجبهة الديمقراطية لتحرير فلسطين. فيما بعد تبنت الجبهة الشعبية في مؤتمرها الثاني عام 1969 الماركسية اللينينية.(ص.83-85) بخروج مجموعة حواتمة تعرضت حركة القوميين العرب إلى ضربة قاضية، إذ تعرضت قيادتها التاريخية للنقد ووصفت باليمين، ومالت فروع الحركة في اليمن وعمان إلى تيار اليسار. حاول حبش التمسك بالبعد العروبي وإقامة حركة قومية جديدة بتوجه يساري وأسس حزب العمل الاشتراكي العربي، إلا أن هذا الحزب لم ينجح في إقامة فروع عربية ذات وزن خارج إطار الجبهة الشعبية.(ص.348-350)

### مرحلة الأردن - العمل الفدائي والعمليات الخارجية
لم يعرف حبش نفسه قائدا عسكريا للجبهة واكتفى برسم خطها السياسي وتحديد أهدافها الإستراتيجية، وارتأى ورفاقه فاعلية أكبر في تنفيذ هجمات على مصالح غربية حساسة (مثل خط أنابيب التابلاين الناقل للنفط) أو مهاجمة أهداف معادية في الخارج، وعمليات ذات صدى إعلامي مثل اختطاف الطائرات واحتجاز الرهائن(ص.85) التي بلغت ذروتها في خطف عدد من الطائرات إلى مطار صحراوي في الأردن عام 1970 قُبيل اندلاع حرب أيلول الأسود بين الفدائيين والجيش الأردني. في يونيو 1970 تابع حبش شخصيا عملية احتجاز 300 صحفي أجنبي في فندق انتركونتننتال عمّان وظهر إلى الصحافة العالمية بمطالب الفدائيين باستقالة قائد الجيش الأردني الشريف ناصر.(ص.92-93) في يوليو 1970 بدأت أزمة جديدة مع عبد الناصر مع موافقة الأخير على مقترحات روجرز الذي رفضتها الفصائل الفلسطينية، واتخذت الجبهة منها موقفا حديا. في صيف 1970 سافر حبش في أول جولة له في دول المعسكر الاشتراكي حيث زار الصين الشعبية وكوريا الشمالية، وكان هناك لدى اندلاع اشتباكات أيلول في عمّان، فقطع زيارته ليعود عبر موسكو إلى بيروت التي بلغها بعد توقف الاشتباكات.(ص.97-99) عاد حبش إلى عجلون التي انسحب إليها الفدائيون بعد أحداث عمان وحاول تنظيم مقاومة مسلحة لحصار الجيش الأردني للفدائيين، ثم غادر الأردن في أبريل 1971 وانتقل إلى بيروت.(ص.407)

### مرحلة لبنان

#### وقف عمليات خطف الطائرات
في مؤتمر الجبهة الشعبية الثالث عام 1972 أيّد حبش وقف عمليات اختطاف الطائرات وانفصل سياسيا عن وديع حداد الذي كان يعتبره أقرب الرفاق و«أقدمهم في قضية الكفاح والنضال».(ص.109).

#### جبهة الرفض وجبهة الصمود والتصدي
بعد حرب 1973 عارض حبش التوجهات العربية نحو حل تفاوضي مع إسرائيل وكذلك المبادرة السياسية التي قدمتها الجبهة الديمقراطية وفتح للتعامل مع المستجدات، القائم على «حق تقرير المصير للشعب الفلسطيني، ورفض عودة الحكم الأردني إلى الضفة الغربية» ورفض مشاركة الفلسطينيين في المفاوضات على أرضية قرار مجلس الأمن 242 الذي يعني التنازل عن فلسطين التاريخية.
«إن الصهيونية لن تجلو عن شبر واحد إلا نتيجة نضال سياسي عسكري يرغمها إرغاما على هذا الجلاء.. إن البندقية، السلاح، حرب التحرير الشعبية، القتال هو الطريق الأساسي الأول القادر على إرغام الإمبريالية وطرد الوجود الصهيوني من وطننا.. لا يجوز بأي شكل من الأشكال أن يكون إنهاء عدوان 1967 بتثبيت عدوان 1948»

جورج حبش، في خطاب له عام 1974(ص.487)
بعد حالة شد وجذب وافق حبش في المجلس الوطني الفلسطيني الذي عقد في الجزائر في أكتوبر 1974 على مقترح "قيام سلطة وطنية على كل جزء يُحَرَّر.. مع مواصلة النضال انطلاقا منه"، إلا إنه أعلن بعد شهرين انسحاب الجبهة الشعبية من لجنة منظمة التحرير التنفيذية ومجلسها المركزي بسبب ما رأوه انحرافا من جانب قيادة منظمة التحرير نحو المشاركة في الحل التفاوضي وتخوفا من تحول الحل "المؤقت" إلى حل دائم، حسب تعبير حبش،(ص.130-131) وبعدها لعب حبش دورا مهما في "جبهة الرفض" وهي تحالف الذي شكلته الجبهة الشعبية مع منظمات الجبهة الشعبية-القيادة العامة، وجبهة النضال الشعبي والصاعقة الرافضين للحل السلمي.(ص.495-498)
بعد زيارة أنور السادات للقدس عاد حبش إلى التقارب مع قيادة منظمة التحرير والدول العربية التي اتخذت موقفا نقديا من خطوة السادات، ووافق على حل جبهة الرفض من أجل تشكيل جبهة الصمود والتصدي في اجتماع طرابلس الذي حضرته بالإضافة إلى فصائل جبهة الرفض فتح والجبهة الديمقراطية، مع قادة سوريا وليبيا والجزائر واليمن الديمقراطي، ولعب حبش وصلاح خلف دورا مهما في إنهاء حالة التجاذب بين المشاركين وخرج الاجتماع ببرنامج يرفض الاعتراف باسرائيل ويقاطع نظام السادات، وفي عام 1979 أعلن حبش استعداد الجبهة الشعبية للعودة إلى تنفيذية منظمة التحرير. شهدت تلك الفترة تقاربا مع ليبيا، وتحالفا موضوعيا مع يسار فتح من أجل تغيير جذري في منظمة التحرير، يعزو حبش عدم تكللها بالنجاح إلى تدخلات النظام السوري عبر الفصائل المتحالفة معه.(ص.154-166)

#### حرب 1982 والخروج من بيروت
شاركت الجبهة الشعبية في الدفاع عن لبنان أمام الاجتياح الاسرائيلي عام 1982، وكان حبش جزءاً من القيادة الفلسطينية التي أدارت مقاومة الحصار وظهر في عدة مؤتمرات صحفية، وواظب على التواجد على محاور القتال. رفض التوجه مع عرفات إلى تونس واستقر في دمشق مفضّلا البقاء في دول جوار فلسطين.(ص.169-179)

### ما بعد بيروت - توازنات «المعارضة الموالية»
في الثمانينيات لعب حبش دورا مهما في التيار الفلسطيني المعارض لتوجهات القيادة الفلسطينية نحو مفاوضات قائمة على حل الدولتين. وجه حبش بعد زيارة عرفات للقاهرة في 1983 خطابا حادّا يتهم قيادة عرفات بالتفريط ويصفها باليمين المنحرف ويطالب بإصلاحات في منظمة التحرير. وعارض التقارب بين عرفات والملك حسين وقاطع المجلس الوطني الذي انعقد في عمان عام 1984، وشكّل مع الفصائل الفلسطينية في دمشق تحالف جبهة الإنقاذ المعارض. في المقابل نأى حبش بفصيله عن التورط في الاقتتال الداخلي الذي شهدته مدن ومخيمات لبنان بين أنصار عرفات ومعارضيه، وتمكن من مقاومة ضغوط دمشق للاصطفاف مع المنظمات الموالية لها في لبنان، ففي ما عُرف بحرب المخيمات شاركت الجبهة مع قسم من فصائل جبهة الإنقاذ في الدفاع عن المخيمات أمام حركة أمل الموالية لسوريا.(ص.811-835)

### الانتفاضة الفلسطينية والموقف منإتفاق أوسلو
أوقف اندلاع الانتفاضة الفلسطينية عام 1987 حالة الشد والجذب بين القيادة الفلسطينية والمعارضة وشاركت الجبهة الشعبية في القيادة الوطنية الموحدة، وأيّد حبش بتحفظ إعلان الاستقلال الذي خرج عن المجلس الوطني الفلسطيني في الجزائر في نوفمبر 1988 الذي صيغ بطريقة فضفاضة تتيح قبولها، فرأي حبش إعلان الدولة نتيجة لتصاعد الانتفاضة وأن الدولة لن تنتزع إلا بمقاومة الاحتلال، فيما رأته قيادة منظمة التحرير قبولا بالتفاوض على أساس القرار 242.(ص.209-212)
عارض حبش إتفاق أوسلو بين منظمة التحرير إسرائيل ورأى أن نتائج أوسلو رجحت لمصلحة إسرائيل بشكل حاسم. رفض حبش العودة مع القيادات الفلسطينية التي عادت إلى الضفة الغربية وقطاع غزة بعد قيام سلطة الحكم الذاتي الفلسطينية.
في عام 2000، وفي مؤتمر الجبهة الشعبية السادس، استقال حبش من موقع الأمين العام ليخلفه في هذا الموقع مصطفى الزبري المعروف بأبي علي مصطفى والذي اغتالته قوات الاحتلال الإسرائيلي في 27 أغسطس 2001.

## السنوات الأخيرة ووفاته
منذ العام 2003 إتخذ حبش من الأردن مكانا لإقامته وذلك بعد مشاكل صحية عانى منها، وفي 26 يناير 2008 توفي في العاصمة الأردنية عمان بسبب جلطة قلبية، وذكرت تقارير أخرى أنه توفي بسرطان البروستات، ولكن السفير الفلسطيني في الأردن عطا الله خيري أكد أن سبب الوفاة كان «جلطة». وكان حبش قد أُدخل مستشفى الأردن بالعاصمة الأردنية أسبوعا قبل وفاته عقب تدهور صحته، ودُفِن في عمان.

## مؤلفاته
إلى جانب عمله السياسي والثوري ساهم جورج حبش في تأليف عدد من الكتب خلال مسيرته النضالية، ومنها:
- الثوريون لا يموتون أبدًا (2009) – حاوره جورج مالبرونو.
- أزمة الثورة الفلسطينية – الجذور والحلول (1985).
- استحقاقات الراهن والأفق القادم (1993).
- نحو فهم أعمق وأدق للكيان الصهيوني (1988).
- القيادة المشتركة ضمانة وحدة منظمة التحرير وخطها الوطني (1983).
- التجربة النضالية الفلسطينية حوار شامل مع جورج حبش (1998) – حاوره محمود سويد.
- من داخل إسرائيل (2002).
- صفحات من مسيرتي النضالية: مذكرات جورج حبش (2019): أُصْدِّر الكتاب في الذكرى الحادية عشر لوفاته، وشاركت في تأليفه هيلدا حبش زوجة جورج حبش.[15]

## جورج حبش والاشتراكية
بدأ حبش نشاطه السياسي في الوسط القومي العربي المحيط بقسطنطين زريق الذي يرى الأولوية في التحرر الوطني والوحدة العربية واسترجاع فلسطين، مع تأجيل المسألة الاجتماعية إلى ما بعد التحرير. اعتبر حبش ورفاقه أنفسهم تقدميين لكونهم يخاطبون مطالب وتطلعات الجماهير. حسب حبش كان موقفه ورفاقه القوميين السلبي من الماركسية في مرحلة الخمسينات مرتبطا باعتراف الاتحاد السوفييتي بإسرائيل وقبول الشيوعيين بقرار التقسيم. في نهاية الخمسينات أضافت حركة القوميين العرب الاشتراكية إلى شعارها «وحدة. تحرر. ثأر» واستبدلت «استرداد فلسطين» بالثأر. ازداد ميل حبش نحو الفهم الطبقي للصراع بعد فشل الوحدة السورية-المصرية وفهم طبيعة القوى التي عملت على إسقاطها، وبعد صعود حركات التحرر من الاستعمار التي حملت عقائد ماركسية. حسب حبش فإن توجهه نحو الماركسية بدأ بعد حرب 1967، وقراءته المعمقة لأدبياتها الأهم (ماركس وانغلز ولينين، وأيضا هوشي منه وماو) حصلت في فترة سجنه الانفرادي في سوريا عام 1968، وعلى ضوئها هذه القراءة كتب في العام التالي وثيقة مؤتمر الجبهة الشعبية الثاني. يتمسك حبش بالخط الوحدوي العربي ويعتبر القومية العربية هي الإطار والاشتراكية هي المضمون التي يعطيها البعد التحرري والعدالة الاجتماعية.(ص.15-30)

## محاولات إسرائيلية لتصفيته
بحسب حبش فإنه تعرض في 1969 لمحاولة للاغتيال في الأردن حينما حاول أحد العملاء اغتياله في جنازة والده في عمان. عام 1973 اختطفت طائرات إسرائيلية طائرة تابعة لشركة طيران الشرق الأوسط كانت متجهة من بيروت إلى بغداد كان من المفترض أن يكون حبش على متنها إلا أنه قد ألغى السفر في آخر لحظة. في عام 1982 تعرض بيته في بيروت إلى قصف إسرائيلي شديد نجا منه بالصدفة. كذلك في عام 1986 اختطفت طائرات إسرائيلية طائرة ليبية خاصة وأجبروها على الهبوط في مطار عسكري ظنّا منهم بوجوده على متنها، فيما كان قد أجٌل سفره من ليبيا في آخر لحظة للقاء العقيد معمر القذافي، بينما كان على متن الطائرة مسؤولون فلسطينيون وعرب آخرون.(ص.118-119)

## حياته الشخصية
تزوج حبش في عام 1961 تزوج من ابنة عمه هيلدا حبش وأنجبا ابنتين.

## روابط خارجية
- جورج حبش على موقع الموسوعة البريطانية (الإنجليزية)
- جورج حبش على موقع مونزينجر (الألمانية)
- جورج حبش على موقع إن إن دي بي (الإنجليزية)
- مقال عن حياة جورج حبش على موقع «رحلات فلسطينية»
- مقالة عن حياة جورج حبش على موقع بوابة الهدف
- وفاة جورج حبش، مؤسس الجبهة الشعبية لتحرير فلسطين
- موقع الجبهة الشعبية لتحرير فلسطين